# Quintana de la Closella

La Quintana de la Closella, respecte del terme de Castellcir

La Quintana de la Closella és una quintana, camps de conreu al costat mateix d'una masia, del terme municipal de Castellcir, a la comarca del Moianès. Pertany a l'enclavament de la Vall de Marfà.
És a migdia de la masia de la Closella i de la Solella de la Closella i al nord-oest de la Baga de la Closella, al nord-est de les Roques de Sant Llogari i a llevant del Bosc Mitger